# Вайтголлський договір
Вайтголлський договір, або Вестмінстерський договір — договір між Великою Британією та Пруссією, підписаний 16 січня 1756 у Вестмінстерському палаці Вайтголл. З боку Пруссії переговори вів герцог Брауншвейгський. З боку Великої Британії виступав державний секретар Північного департаменту граф Голдернес. Започаткував «перевертання альянсів» — перегрупування політичних сил у Європі напередодні Семирічної війни 1756–1763.
Велика Британія, яка побоювалася нападу на Ганновер з боку Франції, розраховувала отримати в особі Пруссії військового союзника на континенті, а Пруссія мала намір за допомогою Великої Британії зміцнити свої позиції в боротьбі з Австрією (що хотіла повернути території, втрачені під час Сілезьких воєн) і Росією (розглядати потенційного противника) та створити умови для нових територіальних захоплень.
За Вайтголлським договором сторони зобов'язувалися об'єднати сили, аби запобігти вторгнення будь-якої іноземної держави у німецькі держави. Відповіддю на Вайтголлський договір з'явився франко-австрійський договір, укладений у Версалі в травні 1756, до якого в січні 1757 приєдналася Росія.